# Ranavalona II.

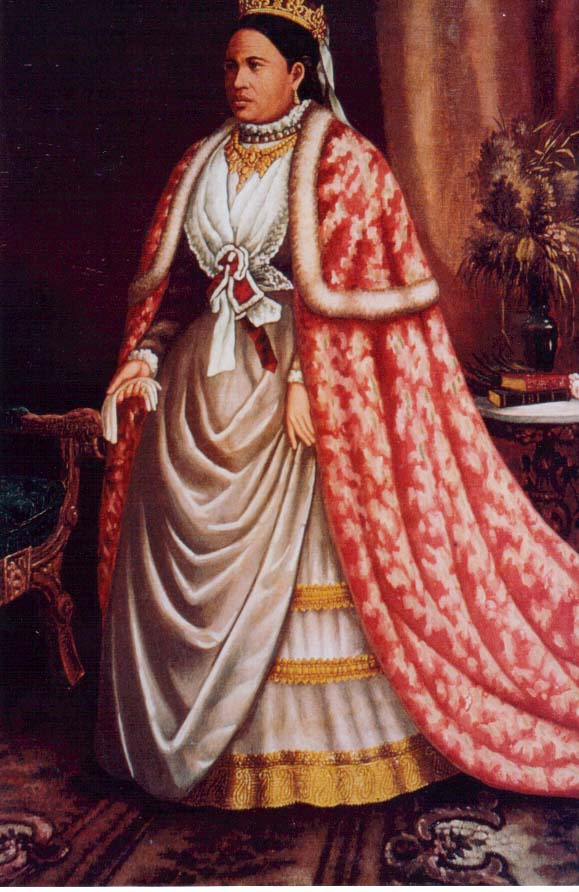
Königin Ranavalona II.

Ranavalona II. (* 1829; † 13. Juli 1883) war von 1868 bis 1883 Herrscherin des Königreichs Madagaskar.
Sie folgte ihrer Cousine Rasoherina am 2. April 1868 auf den Thron und war eine Witwe von Radama II. Ranavalona hatte den Premierminister Rainilaiarivony geehelicht, der, wie bereits bei ihrer Vorgängerin, die Geschicke des Landes aus dem Hintergrund als graue Eminenz leitete.
Ranavalona konvertierte vor ihrer Thronbesteigung 1868 zum Christentum und bestimmte den Protestantismus zur Staatsreligion. Ihre Regentschaft ist geprägt von einer rasanten Verwestlichung des Inselreiches, einhergehend mit einer engen Kooperation mit britischen Missionaren, Wirtschaftswachstum, dem Bau von Schulen und dem Beginn einer ersten Kodifikation des Rechts, aber auch dem Aufkeimen von Konflikten mit der Kolonialmacht Frankreich.
Kurz vor ihrem Tod bestimmte Ranavalona II. die „junge Witwe und Christin von untadelhaftem Rufe“ Najasindahety zu ihrer Nachfolgerin, die unter dem Namen Ranavalona III. den Thron bestieg:

„Als die dahingeschiedene Königin auf dem Sterbebette lag, wurde eines Morgens, als der Tag zu grauen anfing, eine junge Frauensperson von etwa 20 Jahren aus dem Schlafe geweckt und zur Königin beschieden. Im Palast angelangt, trat sie vor die Sterbende, und diese legte ihr die Hände auf, ernannte sie zu ihrer Nachfolgerin und ermahnte sie, immer auf Gott zu vertrauen. Die junge Dame war Rajasindrahety, eine Enkelin der Lieblingsschwester des im Jahre 1810 verstorbenen Königs Andrianampoinimerina.“

Der Tod der Königin wurde am Tage ihres Todes durch Kanonenschüsse öffentlich verkündet. Drei Tage später, am 16. Juli 1883, wurde sie in Ambohimanga, der alten Hauptstadt Madagaskars, beigesetzt.